# خاصية فيزيائية
الخاصية الفيزيائية هي أي خاصية قابلة للقياس يمكن لقيمتها وصف حالة نظام فيزيائي في أي لحظة زمنية معينة. لهذا السبب فإن أي تغيرات في الخواص الفيزيائية لنظام ما يمكن استعمالها لوصف تحولاته (أو عمليات التطور بين حالاته اللحظية).
يمكن تصنيف الخواص الفيزيائية على أنها خواص مركزة مكثفة أو خواص شمولية. الخاصية المكثفة (intensive) لاتعتمد على حجم أو كمية المادة في جسم، مثل الكثافة والحرارة النوعية والسعة الحرارية فهي لا تختلف لعينة من المادة، بينما الخاصية الشمولية (extensive) فهي تزيد بزيادة المادة أو حجم المادة، مثل الحجم، وعدد الجسيمات، والمحتوى الحراري. الخواص المكثفة كالكثافة تقاس كيلوجرام/متر مكعب، والحرارة النوعية تقاس بالجول/كيلوجرام أو جول/مول.
هناك حالات يكون من الصعب فيها تحديد ما إذا كانت خاصية ما فيزيائية أم لا. على سبيل المثال يمكن أن نرى اللون، إلا أن ما نستلمه كلون ليس سوى تفسير لخواص الانعكاس على سطح.
الخواص الفيزيائية يمكن مقارنتها بالخواص الكيميائية التي تحدد طريقة سلوك المادة أثناء تفاعل كيميائي.

## استغلال خواص المادة في الكيمياء والتقنية

### مواد تستخدم في الصناعة
نستغل خواص المادة في استخدامات واسعة للمواد، فمثلا الحديد صلد ومتماسك ويستخدم في الصناعات الثقيلة، والزجاج قابل للتشكيل وهو مستقر كيميائيا (أي لا يتغير) ونستخدمة لصناعة أواني، كما أنه شفاف ولهذا نسخدمه في النوافذ، والخزف يتحمل درجات الحرارة العالية، وغيرها. وكل ذلك يبحث في «علم المواد».

### فصل المخاليط

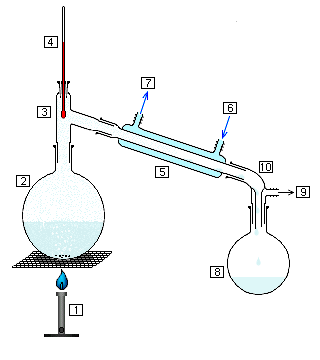
جهاز التقطير لفصل المواد باستغلال خواص المادة.

يمكننا فصل المواد عن بعضها البعض من مخلوط باستغلال صفاتها الفيزيائية. في التقطير نُسَخِّن المخلوط المحتوي على مخلوط سوائل فوق درجة غليان إحدى المواد. فيتبخر هذا السائل ويبقى السائل ذو درجة غليان عالية في وعاء التسخين. أما بخار السائل ذو نقطة غليان منخفضة فيتكثف في المكثف ويسيل إلى قارورة التجميع.
وإذا كان لدينا مخلوطا من مسحوق الحديد مخلوطا مع رمل يمكننا استغلال الخاصية المغناطيسية للحديد لفصلهما بواسطة مغناطيس وهذه طريقة فيزيائية. أو يمكننا معالجة المخلوط في حمض فيتفاعل الحمض مع الحديد ولا يتفاعل مع الرمل. ويذوب الحديد في الحمض ويمكن فصله عن الرمل بالترشيح، وهذه طريقة كيميائية.

### ضبط النقاوة
لتعيين نقاوة دواء أو منتج كيميائي نستغل خصائصها الكيميائية، وذلك بواسطة طرق تحليلية عالية الأداء مثل مطيافية الأشعة تحت الحمراء.

### تعيين المواد
يمكن بواسطة التحليل معرفة أنواع المواد الداخلة في سبيكة باستغلال خصائصها المختلفة. وبعض الخصائص تفرق بين أصناف للمادة مثل معدن أو ملح أو غاز نبيل أو هالوجين:
1. جميع المعادن توصل التيار الكهربائي، ولها سطح ذو بريق عندما تكون نقية، وهي تنقسم إلى مجموعات: فلزات قلوية أو معادن ثمينة أو معادن لونية، وغيرها
2. لا فلزات، أو مواد جزيئية مثل الهلوجينات والكربوهيدرات فهذه لا توصل التيار الكهربائي وتستخدم كعوازل، وهي في العادة هشة ولها درجة غليان منخفضة (ما عدا الألماس)، مثل البلاستيك والبروتين وعديد السكاريد والدنا.
3. الأملاح لها عادة نقطة انصهار ودرجة غليان منخفضتين، وهي توصل التيار الكهربائي عنما تكون منصهرة أو تكون مذابة في محلول، وهي تتبلور وقليلة الصلادة.

## قائمة الخواص
| - امتصاص - بياض - مساحة - نقطة غليان - تركيز - توصيل حراري - كثافة - عازل - مرونة (فيزياء) - مقاومة الشد - مقاومة الانضغاط - مقاومة القص - مقاومة الخضوع - المطيلية - قابلية الطرق | - الشحنة الكهربائية - الحقل الكهربائي - الجهد الكهربائي - اشعاع - معدل الجريان - ميوعة - تردد - معاوقة - محاثة - شدة - تشعيع - طول - ضغط - توزيع - فعالية | - موقع - إضاءة - مجال مغناطيسي - فيض مغناطيسي - كتلة - نقطة انصهار - عزم - كمية الحركة - نفاذية (كهرومغنطيسية) - سماحية - تمدد حراري - محاثة تبادلية - صلادة - سعة - لون | - إشعاعية - ذوبان - حرارة نوعية - مقاومية نوعية - انعكاسية - دوران - حرارة - توتر - سرعة - لزوجة - حجم - قائمة الخواص الترموديناميكية - شدة (فيزياء) |